# 芦原英幸
芦原 英幸（あしはら ひでゆき、1944年〈昭和19年〉12月4日 - 1995年〈平成7年〉4月24日）は、日本の空手家。極真会館出身で芦原会館創始者・初代館長。

## 生涯

### 生い立ちから、大山道場入門まで
広島県佐伯郡能美町出身。少年時代は、本人によればごく平凡な普通の子供だったが、他人に頭を下げる事が異常に嫌いでプライドが高く、強情な子供だったためつまらない事でケンカになる事が多く、「ワル」とレッテルを貼られ、何か問題が起こると必ず芦原が悪者にされたという。もっとも、実際の自分がやった悪さと濡れ衣の比率は7対3ほどだったため、悪ガキだったのは事実と本人も認めている。空手との出会いは五年生の頃、隣家の息子が関西の大学の空手部に入っており、帰省していた時に自宅の庭で稽古をしているのを見たのが初めてだが、当時はいたずらやケンカに忙しく、夢中になる事はなかった。中学では剣道を習った。
中学校を卒業後、就職のため単身上京。芦原会館職員の原田寛は晩年の芦原から「親にほぼ捨てられたような形で、実際に育ててくれたのは祖父だった」と聞かされていた。1961年（昭和36年）、自動車修理工場で働く傍ら、空手道の大山道場に入門。当時の大山道場は老朽化したバレエ・スタジオ跡を借りたボロボロの道場だが、正拳による顔面攻撃・金的攻撃全てOKの、ケンカそのもの、芦原の期待を上回る実戦的な内容であった。組手では、初心者の芦原相手でも説明などは一切なく、「ケンカくらいやったことあるだろ。ケンカのつもりでこい！」とくる。しかし芦原はそんな大山道場が気に入り、「とりあえず帯に色が付くまでは通ってみよう」と思って通い続け、結局大山道場から極真会館へ刷新を経て、19年にわたり在籍する事になる。

### 無期禁足処分
極真会館への刷新後は本部指導員を務めたが、ブラジルに指導員として派遣される数日前に暴力事件を起こして無期禁足処分となり、廃品回収業を約二ヶ月勤める。暴力事件の後、芦原は、最悪の場合二度と空手が出来なくなるかもしれないと覚悟を決めて極真会館総本部の館長室の扉を開けた。口も聞いてくれない師・大山倍達の代わりに「ご苦労さん、君はもう来なくていいんだよ」と、無期禁足処分を伝えたのは黒崎健時であった。大山自身は芦原を（劇画の通りに）破門にするつもりであり、これは芦原も「当然だと思う」としており、「こんな人間をブラジルに（指導員として）送ろうとしていたのかと、館長自身も大きなショックを受けられたようだ」と述懐している。それを、「破門はあまりにも可哀想だ」と大山に進言してどうにか無期禁足処分にとどまるよう尽力してくれたのが黒崎であった。黒崎と共に館長室を出た芦原は、せめてもの詫びにと、黒崎の前で持ってきていたナイフで自分の指を切り落とそうとしたが、黒崎に「馬鹿野郎!」とナイフを取り上げられ、「お前の汚い指なんかもらったって仕方がないんだよ、ヤクザ映画の見すぎだ!」と一喝された。そして、禁足という処分が出たんだから、処分が解けるまで大人しくしていればいいと言う黒崎に、それだけでは自分の気が済まないと芦原は訴えた。黒崎はそんな芦原に、ならば死んで生まれ変わったつもりで廃品回収をやってみるよう提案してくれた。芦原はもちろん二つ返事でやると答えたが、必死なあまり、「それで、いつからやればいいんでしょう?」と聞いてしまい、これには黒崎も、「…今日からでもやったらいいんじゃないの?」と呆れて答えた。後年芦原は、「どこの世界に、自分が反省するのに明日から明後日から反省しようと考える人間がいるのだ。この時の事を思い出すたびに今でも赤面する」と述懐している。

### 単身四国へ
その後禁足を解かれ、毛利松平の大山倍達への依頼もあって愛媛県東宇和郡野村町に客員指導員として出向いた事がきっかけとなり、極真会館四国支部長（後に愛媛支部長）に就任。一度は総本部に呼び戻され、当初の予定通りブラジルに派遣される話もあったが、既に門下生も増えて来て破門覚悟で大山に直訴して四国に留まる事になった。1970年（昭和45年）に八幡浜神宮前に道場を構え、1979年（昭和54年）には松山駅 (愛媛県) 前に芦原道場本部を完成させた。

### 極真会館除名・芦原会館設立・死去まで
しかし1980年（昭和55年）9月、石井和義に命じた芦原道場の関西進出などが原因となり、師である大山倍達と対立し極真会館を永久除名される。同年、自流である芦原会館を発足。相手の攻撃を受け流して側面・背後から反撃を加える『サバキ（捌き）』と呼ばれる技術を体系化し、「誰にもできるカラテ」を提唱、海外各国へも積極的に指導に赴き、芦原会館を国際的な空手会派へと育て上げた。しかし1992年に筋萎縮性側索硬化症（ALS）を発症し、2年以上に渡る闘病生活の末、その生涯を閉じた。体の自由が利かなくなっても口述で館長業務を続け、喋れなくなってからは文字盤を使い、手が動かなくなってからは目で文字盤を合図する等で、亡くなる当日まで館長業務に従事し続けた。最後に病院に運ばれる直前、次期館長である実子の英典に文字盤で伝えた言葉は「後を頼む」だったという。

## 人物

### 技術
太気拳創始者澤井健一、柔道家・棟田利幸（棟田康幸の父）といった武道家らとも交流が深く、特に少林寺拳法からは自らの技術・指導体系や、自派の道場普及方法に大きな影響を受けた。昭和40年代の第一次キックボクシングブームの頃には、自らキックスタイルの試合を四国に於いて開催している。また武器術では手裏剣・ナイフ投げの名人としても知られ、またトンファを改良したAバトンなる護身具も開発している。
1960年代当時の空手界では「拳ダコを作って一人前」という風潮が一般的だった中、芦原は打撃のスピードを重視し「サンドバッグのような柔らかいものを叩いて手首を鍛える」といった指導を行っていたという。また当時は体育会系の荒っぽい指導をする空手道場が多かった中、入門してきた相手を「社会人として丁寧に扱う」ことを心がけていた。石井和義は「芦原先生が唯一尊敬していた中村忠師範から、受け継がれたもの」と証言している。普段はあえて東京弁で指導を行っていた。ただ現場では「シュッ!と横に入ってパチン!と蹴る」というような擬音を多用していたといい、石井は「まるで長嶋茂雄みたいな感じ」と評している。

### 弟子
指導した門下生には石井和義・二宮城光・廣原誠(旧姓 吉田誠)・里健志・中元憲義・照尾暢浩・高見彰・御木裕・衣笠健二・藤原健・廣木道心・上島嘉郎、らがいる。極真会館本部道場の後輩・長谷川一幸も全日本空手道選手権大会前には愛媛に赴き、芦原の特訓を受けた。
石井は芦原の金銭管理にうるさい一面を語り、石井が芦原道場関西支部を任されていた当時、月謝だけで月500万円以上の収入があったが、芦原は「税務署が怖い」として銀行への預け入れや両替を一切許さず、関西に指導に来た際は、いつも千円札がぎっしり詰まったバッグを持って四国に帰っていたという。一方で弟子への給料の支払いは渋く、石井が（当時月11万円だった）月給のアップを求めた際はしぶしぶこれを認めたものの、陰で他の弟子に「石井が金のことを言い出した。危険だから、これからは関西地区はお前たちでやっていけ」と、石井を切り捨てることを示唆した（これが結局石井の独立→正道会館設立につながる）。
著書の中では「師と弟子は一生の関係」のような考え方を否定していたが、自身の元を去り、独立した弟子達はほとんど許さず、自らの葬儀への参列も許さぬよう側近や家族に遺言しており、石井のように葬儀場で参列を断られた者も多かった。

## 大山倍達との関係

### 空手バカ一代以降
1970年代に週刊少年マガジンに連載され人気を博した、大山倍達の半生と極真会館の発展を描いた『空手バカ一代』では、大山の一代記が一区切り着いた後、連載を続けたい講談社の意向で梶原一騎は高弟を題材に描くようになり、その1人である芦原をメインにする物語も描かれている。梶原は安田英治の異名である「ケンカ十段」や、他の門下生のエピソードも全て芦原に引用し、実話風に描いたことにより、主人公の大山に匹敵する人気を誇っていた。その結果、極真会館四国支部芦原道場には県内外から入門希望者が殺到し、松山駅前に極真会館本部道場より豪華な新道場を構えるまでに発展を遂げる。大山は自分が主役であるはずの『空手バカ一代』劇中で弟子が活躍し人気を得ていることを快く思わず、梶原に苦言を呈し、芦原との間にも軋轢が生まれた。
極真会館を永久除名となった理由について、大山は自著『わが空手　求道万日』で、支部が本部に申告する道場生の数を芦原側が少なく申告し、自分達の支部とバランスを取るために他の支部長にも本部に報告する道場生の数を調整する様持ちかけた等の行為があったとしている。同書では芦原の名は出さず匿名にしていたが、後年高木薫の著書『わが師　大山倍達ー1200万人への道』では、件の匿名の支部長が芦原であったとしている。芦原側の言い分としては、『空手バカ一代』人気に影響されて入門してきた生徒達はすぐに辞めていくため初めからカウントせず、そのために本部に申告しなかったのだという。近年になって芦原の元門下生がインターネット上にアップしたいくつかの資料から、実際は除名以前から芦原道場は本部を半ば無視したような独自の経営に徐々に移行しており、「極真会館芦原道場」と並行して「芦原会館」の名称も既に使われていた事が明らかになっている。石井和義は「中村忠師範が極真会館を離れてから、芦原先生の独立心も急速に高まった。『石井！どう思う？芦原会館、芦原道場、師範・芦原英幸！いいだろう！』と会うたびに聞かされた」と述べている。

### 支部長会議の実情
真樹日佐夫は極真会館支部長会議で芦原が大山の発言を無視して一触即発の状況になり、真樹が慌ててなだめるという緊迫した場面もあったと自著で述べている。真樹は著書「大山倍達との日々～さらば極真カラテ！」でも、それ以前から支部長会議で芦原が大山に再三異議を唱える、合同稽古でも芦原が大山の指示を慇懃無礼な態度で拒否するなどの行為で両者の間に確執があった事を記している。小島一志著『芦原英幸正伝』でも、1980年3月の支部長会議で芦原に対する永久除名処分が通告され、これに激昂した芦原が列席していた支部長達や大山に対し、常識ではあり得ない罵詈雑言を浴びせて威嚇し大山を含めた全員を震え上がらせ、極真会館相談役の柳川次郎に嗜められて会場を後にしたという表現が為され、佐藤俊和（第8回全日本チャンピオン）の証言として「支部長会議で芦原師範の剣幕に、大山館長は見たことがないほど怯えていた」と掲載されている。
しかし芦原会館の職員で最後の直弟子として晩年の芦原に仕えた原田寛は、佐藤俊和本人から直接「『芦原英幸正伝』での私の証言はデタラメ。私は支部長ではないので、当の支部長会議に出席していない、小島一志から取材も受けていない」と佐藤が憤慨し、否定していたと執筆している。
また石川県支部長として同会議に出席していた浜井識安も、全く異なる実情を語っている。大山倍達が愛媛県以外に支部を作った経緯を芦原に尋ねると、「あちこちから教えてほしいと要望があった」と説明するが、すぐに大山の意を汲んだ柳川次郎が引き取って「本部に無断で他の府県に支部を作ったのは、組織のルールに反するから一旦道場を閉めるように」と諭す。しかし芦原は渋ったので柳川が詰問し、返答に窮する芦原を浜井は目の当たりにしていた。「記憶を振り返る意味で、一緒に出席していた城西支部長の山田雅稔にも改めて確認した上で芦原師範の名誉のために言わせてもらうが、弟子が師匠に逆らい、ケンカを売ることは空手家としての資質が問われるし、100%有り得ない。『芦原英幸正伝』に掲載されていることが本当にあったなら、人としてむしろ大恥になる」と、浜井は真樹日佐夫や小島の描く支部長会議を全否定している。
芦原自身も自著『空手に燃え空手に生きる』等にて、同支部長会議の席で極真会館退会の意向を示し、「すぐに辞めるのは（極真に）迷惑がかかるからあと一年で辞めさせてほしい」と申し出て松山に帰ったところ、半年後に極真会館側が一方的に全国紙を使って「芦原英幸の永久除名」を発表した、と記している。
芦原英幸著「芦原英幸　いのちの言葉」より
| 「 | ブームの極真空手を踏み台にして、自分自身を売り出そうという者たちにとって、私は目障りな存在だったんだな。少しずつではあるが、会館本部と私の距離が、地理的な距離以上に遠ざけられだしたんだよ。それでね、昭和五十三年（原文ママ）三月に東京で開かれた支部長会議に出席した際、 「ここは、もう自分がいてもいなくても同じだ」 と、その場の空気にそう感じた。会議中、頭の中をいろいろなことが巡ってね。組織に迷惑をかけないためには、どうするのがいちばんいいのか、あれこれ考えてたんだけど、ふっと私一人がきれいな形で辞めればいいんだ、と思ってね。四国で細々とでいい、自分自身が考えている空手を追求して、一人でもいいから、信頼してついてきてくれる若者にそれを伝えていこう、と肚を決めた。会議の中で、 「あと一年で辞めさせていただきます」 と、そう言い残して四国に帰ったんだ。それから半年後の九月に、一通の手紙が組織から届いたんだ。 「芦原英幸を永久除名処分とする」 という通達状だったんだよ。きれいな形で辞めたかったんだけど、そうはいかないまでに組織が大きくなってたんだ。それから一週間後に全国紙を含んだ新聞にね、私を永久除名処分にするという極真会館からの広告が掲載されてね。まあ、イメージからすれば、私がいかにも悪いことをやって除名になったような広告ではあったな。 でもね、その広告を見るとね、大山館長の「師を乗り越えて雄飛せよ」という最後の教えのように思えてね。大山道場に入門したのが、昭和三十六年九月で、二度とその門をくぐれなくなったのが、昭和五十五年の、これも九月だった。 （84～85ページ） | 」 |

全国紙を使っての極真会館側の永久除名発表について、芦原はそれを報じた新聞と極真会館からの除名通達状を見比べながら、「きれいに辞めたかったのに、大人げない事をする...」と呟いたが、側にいた妻には「あなたも辞めたかったんだからいいじゃない。」と明るく声を掛けられ肩の荷が降りた気がしたと述懐している。
また、「~いのちの言葉」では、前述の松山での新道場を建てた際にも（極真）総本部から、「立派すぎる」「それ程の規模の道場を建てるカネがあるならもっと本部に送れ」とのクレームが来た事を語っている。

### 除名後の大山に関する言動
極真会館を退会した直後、ある後援者に「これで大山とは師でも弟子でもなくなったな」と言われた際に「私の師匠は今も昔も大山倍達です」と静かに返したという逸話が、芦原の逝去を伝える『ゴング格闘技』に掲載された。
「大山先生が、俺へのご祝儀袋をごっそり持って帰るような人じゃなかったら、俺は土下座してでも極真会に戻してもらうわい」ALSを発症した後の、晩年の芦原は前述の言葉をはじめ、当時会館職員を務めていた原田寛（現・国際空手道連盟如水館館長）に度々大山への複雑な思いを吐露していたという。外食に行っても常に同じ物を食べさせてくれる事など、大山ならあり得ない、送ったはずの支部長費を送っていないと催促され、意地で求められた倍額を送金した事、怒りが込み上げてきて、池袋の極真総本部に乗り込んで銃撃してやりたいと思った事、それでも、「大山先生に出会って空手の指導を受けていなかったら今の自分はない」と考えて思いとどまるなど、大山に対する愛憎渦巻く思いを語っていたという。
他によく知られているのが、生前の大山が「私が死んだ時に少しでも財産が残っていたら弟子は全員私の墓に唾をかけろ」と言っていた事を引き合いに出して、「墓の周りに池が出来る…」と皮肉ったというものである。
ある昇級審査会の時、審査を受けた弟子に「大山」姓の人物がおり、苗字を聞いた芦原は「なに？ 大山？ いかんなあ、大山という苗字は！」と口走り、その後も「コラ！ 大山!!」などと何度も呼びかけ、「大山」という苗字の人間を呼び捨てにして怒鳴りつけるという状況を踏まえ「はあ～、気持ちええなあ！」と大げさに喜んでみせ、普段は緊張感に溢れる昇級審査会場は爆笑の渦に包まれた。しかし審査が終わると一転して真面目な口調で「大山という苗字に恥ずかしくない、立派な空手家にならんといけんよ」と声を掛け、周囲の者たちは皆感激したという。
大山の逝去を伝えられた時、芦原は既にALSが進行して会話が出来ない状態だったが、しばしの沈黙の後、側近の原田に文字盤で、「大山先生の後を追って死んだと思われるのは嫌だからすぐには死ねない」と伝えたという。奇しくも、1年後に芦原が死去し、1995年の4月26日のほぼ同時刻に芦原の本葬と大山の一周忌法要が始まった。

## 極真会館高弟との関係
極真四国支部長時代、所要あって池袋の総本部に赴いた芦原に、ある先輩が一人の後輩をけしかけて組手をやらせた。自分がその後輩に負けたら笑い者にしようとしている事に感づいた芦原は後輩を叩きのめし、けしかけた行き掛かり上先輩も芦原と組手をせざるを得なくなり、同様に倒されてしまった。このエピソードを芦原は著書『空手に燃え空手に生きる』でその先輩を匿名にしていた。後年門下生の松宮康生が自著『ケンカ十段と呼ばれた男 芦原英幸』にて、「この先輩というのが大山泰彦である」と発表した。
一方で松宮康生の評論と全く異なり、芦原英幸が大山泰彦に制される様を「泰彦先輩は、芦原先輩が思い切り顔面を突いてきた正拳をサッと外に外し、芦原先輩の懐へスッと飛び込んで、息もつかせずに左右の肘打ちの連打で芦原先輩を壁まで追い込んで倒したんです。右、左と肘打ちをヒットさせながら、小刻みに前進していった泰彦先輩の足さばきは見事だった」と二人の組手を見ていた者が証言をしている。
泰彦は自身の技術書で芦原が説く「蹴り足ストッピング」という技について、「蹴り足ストッピングは不可能だ。あれは嘘だ」として芦原を激怒させている。芦原の自著によれば、自身の技術解説ビデオで実際に弟子相手にやってみせたところ、相手をした弟子は技の威力で大怪我をして翌日以降の収録に参加できなくなってしまったといい、「自分だけがケチをつけられるなら我慢もするが、実際に大怪我をした弟子に申し訳がたたない」というのが激怒の理由だとしている。
晩年の芦原の側近を務めた原田寛は、松山の本部職員になって少し経ってから、「『人間空手（中村忠の著書）』を読んだか」と芦原に聞かれて「読みました」と答えたところ、いきなり激怒され、スパイ疑惑までかけられ、側にいた先輩職員に寮での生活態度や、何らかの宗教に入ってないかまで根掘り葉掘り詰問していた事を自著で発表している。

## 著書
- 「流浪空手」（スポーツライフ社刊）
- 「実戦!芦原カラテ　ケンカ十段のスーパーテクニック」（講談社刊）
- 「実戦!芦原カラテ2」（講談社刊）
- 「実戦!芦原カラテ3」（講談社刊）
- 「空手に燃え空手に生きる　ケンカ十段のサバキ人生」（講談社刊）
- 「芦原英幸 いのちの言葉―空手を愛する人々へ」（福昌堂刊）（遺作＊まえがき及び第五章は当時芦原会館職員を務めた原田寛による[29]〈本書では『一門下生』名義〉）

## 関連書
- 芦原英幸正伝（2013年、小島一志・著）
- 「新説!!芦原英幸―いま明かされる天才空手家の技と心」（芦原英典監修、フル・コム編、東邦出版刊）
- 「痛快無比! 芦原英幸読本 ― ケンカ十段・もう一つの空手バカ一代」（ゴング格闘技編、日本スポーツ出版社刊）
- 「芦原英幸伝 我が父、その魂」（芦原英典・小島一志共著、新潮社刊）
  - 「芦原英幸伝 我が父、その魂」は、英典の発言とされる記述に対して芦原会館側がその事実関係を否定し、現在は絶版となっている。
- 「最後の直弟子が語る 芦原英幸との八年間」（原田寛著、幻冬舎刊）